# Црква Свете преподобне мати Параскеве у Рибарцима
Црква Свете преподобне мати Параскеве у Рибарцима, насељеном месту на територији општине Босилеград, православни је храм који припада Епархији врањској Српске православне цркве.
Црква посвећена Светој преподобној мати Параскеви саграђена је 1886. године, према запису у унутрашњем делу, која се узима као година изградње цркве.
Црква је једнобродна грађевина, малих димензија и сазидана од камена. Пред улазому цркву налази се трем, осликан живописом. Фрескосликарство сачувано је у трему цркве и у цркви се налази иконостас са 25 икона.